# Tom Pyatt
Thomas Cullum Pyatt (né le 14 février 1987 à Thunder Bay, dans la province de l'Ontario au Canada) est un joueur professionnel canadien de hockey sur glace. 
Il est le fils du joueur de la Ligue nationale de hockey Nelson Pyatt a deux frères : Taylor et Jesse.

## Biographie
Tom Pyatt a commencé sa carrière Junior avec le Spirit de Saginaw en 2003-2004 après avoir été un 21e choix total en 2003 dans la LHO. À sa deuxième saison avec le Spirit il inscrit 48 points. Il est repêché au 107e rang par les Rangers de New York au printemps 2005. Il terminera sa progression junior pour 2 autres années. À sa dernière saison avec le Spirit en 2006-07, il inscrit 87 point. Il participe avec l'équipe LHO au Défi ADT Canada-Russie en 2005 et 2006.
Il commence sa carrière professionnelle en 2007-08 entre les clubs école des Rangers, les Wolf Pack de Hartford (Ligue américaine de hockey avec 14 points en 41 parties et les Checkers de Charlotte (ECHL) avec 15 points en 16 parties.
Le 30 juin 2009, Tom est échangé par les Rangers de New York, avec Scott Gomez et Michael Busto, au Canadiens de Montréal pour Chris Higgins, Ryan McDonagh, Pavel Valentenko et Doug Janik.
Il commence la saison 2009-10 avec l'équipe école des Canadiens de Montréal, les Bulldogs de Hamilton, il est rappelé par les Canadiens le 8 février 2010. Le 10 février 2010 il marque son premier but dans la LNH dans une victoire en prolongation de 6-5 des Canadiens contre les Capitals de Washington.
Le 6 juillet 2011, il signe un contrat à deux volets pour une durée d'un an avec le Lightning de Tampa Bay.
Après trois saisons au Lightning, Pyatt traverse l'Atlantique, accompagné de son frère Taylor. Ils s'engagent tous deux avec le Genève-Servette HC pour une saison. Le 24 juin 2015, le GSHC annonce la prolongation du contrat de Tom pour une saison supplémentaire (avec toutefois une clause LNH).
Le 2 janvier 2019 il est échangé par les Sénateurs d'Ottawa avec Mike McKenna et un choix de 6e tour au repêchage de 2019 aux Canucks de Vancouver en retour du gardien Anders Nilsson et de l'attaquant Darren Archibald .

## Statistiques

### En club
| Saison     | Équipe                    | Ligue      |     | Saison régulière | Saison régulière | Saison régulière | Saison régulière | Saison régulière |   | Séries éliminatoires | Séries éliminatoires | Séries éliminatoires | Séries éliminatoires | Séries éliminatoires |
| Saison     | Équipe                    | Ligue      | PJ  | B                | A                | Pts              | Pun              | PJ               | B | A                    | Pts                  | Pun                  |                      |                      |
| 2003-2004  | Spirit de Saginaw         | LHO        | 67  | 9                | 9                | 18               | 21               | -                | - | -                    | -                    | -                    |                      |                      |
| 2004-2005  | Spirit de Saginaw         | LHO        | 57  | 18               | 30               | 48               | 14               | -                | - | -                    | -                    | -                    |                      |                      |
| 2005-2006  | Spirit de Saginaw         | LHO        | 58  | 24               | 29               | 53               | 29               | 4                | 1 | 2                    | 3                    | 4                    |                      |                      |
| 2006-2007  | Spirit de Saginaw         | LHO        | 58  | 43               | 38               | 81               | 18               | 6                | 3 | 5                    | 8                    | 0                    |                      |                      |
| 2006-2007  | Wolf Pack de Hartford     | LAH        | 1   | 0                | 0                | 0                | 0                | -                | - | -                    | -                    | -                    |                      |                      |
| 2007-2008  | Wolf Pack de Hartford     | LAH        | 41  | 4                | 7                | 11               | 6                | 3                | 0 | 0                    | 0                    | 0                    |                      |                      |
| 2007-2008  | Checkers de Charlotte     | ECHL       | 16  | 6                | 9                | 15               | 8                | 3                | 0 | 0                    | 0                    | 0                    |                      |                      |
| 2008-2009  | Wolf Pack de Hartford     | LAH        | 73  | 15               | 22               | 37               | 22               | 4                | 0 | 0                    | 0                    | 2                    |                      |                      |
| 2009-2010  | Bulldogs de Hamilton      | LAH        | 41  | 13               | 22               | 35               | 8                | -                | - | -                    | -                    | -                    |                      |                      |
| 2009-2010  | Canadiens de Montréal     | LNH        | 40  | 2                | 3                | 5                | 10               | 18               | 2 | 2                    | 4                    | 2                    |                      |                      |
| 2010-2011  | Canadiens de Montréal     | LNH        | 61  | 2                | 5                | 7                | 9                | 7                | 0 | 0                    | 0                    | 0                    |                      |                      |
| 2011-2012  | Lightning de Tampa Bay    | LNH        | 74  | 12               | 7                | 19               | 8                | -                | - | -                    | -                    | -                    |                      |                      |
| 2012-2013  | Lightning de Tampa Bay    | LNH        | 43  | 8                | 8                | 16               | 12               | -                | - | -                    | -                    | -                    |                      |                      |
| 2013-2014  | Lightning de Tampa Bay    | LNH        | 27  | 3                | 4                | 7                | 4                | 1                | 0 | 0                    | 0                    | 0                    |                      |                      |
| 2014-2015  | Genève-Servette HC        | LNA        | 50  | 11               | 22               | 33               | 10               | 11               | 2 | 8                    | 10                   | 0                    |                      |                      |
| 2015-2016  | Genève-Servette HC        | LNA        | 42  | 11               | 18               | 29               | 8                | 5                | 1 | 3                    | 4                    | 0                    |                      |                      |
| 2016-2017  | Sénateurs d'Ottawa        | LNH        | 82  | 9                | 14               | 23               | 16               | 14               | 2 | 0                    | 2                    | 0                    |                      |                      |
| 2017-2018  | Sénateurs d'Ottawa        | LNH        | 81  | 7                | 15               | 22               | 10               | -                | - | -                    | -                    | -                    |                      |                      |
| 2018-2019  | Sénateurs d'Ottawa        | LNH        | 37  | 0                | 2                | 2                | 2                | -                | - | -                    | -                    | -                    |                      |                      |
| 2018-2019  | Comets d'Utica            | LAH        | 36  | 6                | 13               | 19               | 6                | -                | - | -                    | -                    | -                    |                      |                      |
| 2019-2020  | Skellefteå AIK            | SHL        | 38  | 4                | 8                | 12               | 4                | -                | - | -                    | -                    | -                    |                      |                      |
| 2019-2020  | SC Rapperswil-Jona Lakers | LNA        | 8   | 1                | 2                | 3                | 0                | -                | - | -                    | -                    | -                    |                      |                      |
| Totaux LNH | Totaux LNH                | Totaux LNH | 445 | 43               | 58               | 101              | 71               | 40               | 4 | 2                    | 6                    | 2                    |                      |                      |

### En équipe nationale
| Année | Compétition                  |   | PJ | B | A | Pts | Pun               |  | Résultat |
| 2005  | Championnat du monde -18 ans | 6 | 2  | 3 | 5 | 2   | Médaille d'argent |  |          |
| 2006  | Championnat du monde junior  | 6 | 1  | 0 | 1 | 16  | Médaille d'or     |  |          |
| 2007  | Championnat du monde junior  | 6 | 1  | 3 | 4 | 2   | Médaille d'or     |  |          |